# الأميرة هيام
الأميرة هيام بنت ربيعة بن محمد بن حبيب بن نصيف الربيعي و لقبت بعد الزواج بـالأميرة هيام عبد الإله (1933 - 1999) أميرة ولي العهد العراقي والوصيّ على عرش العراق . تزوجت من ولي العهد الأمير الأمير الشّريف عبد الإله بن علي بن الحسين الهاشمي القرشي. الابن البكر للملك علي بن الحسين ملك الحجاز وحفيد الشريف الملك الحسين بن علي أمير وشريف مكة و ملك الحجاز و ملك العرب و قائد الثورة العربية الكبرى . نجت من مذبحة العائلة المالكة خلال انقلاب 14 يوليو العسكري، وهي إبنة أمير ربيعة الشيخ محمد الحبيب أمير قبيلة بني ربيعة في العالم العربي والده الأمير محمد حبيب النصيف شيخ مشايخ قبيلة بني ربيعة، وتزوجت من ولي العهد عام 1956.

## نجاتها من مجزرة قصر الرحاب
في 14 يوليو 1958، هاجم المتمردون قصر الرحاب الملكي في بغداد، خلال انقلاب 14 تموز بعد ما رفض جلالة الملك فيصل الثاني فتح النار و اراقة الدماء  و كتب الملك تنازل عن العرش و اخبروا المتمردين انهم سيخرجون اذا كانوا لا يريدونهم . اخرجوا العائلة المالكة، المؤلفة من الملك فيصل، وولي العهد، والأميرة هيام، والملكة نفيسة (والدة ولي العهد)، والأميرة عابدية (خالة الملك)، وكذلك بعض أفراد هيئة الأركان الملكية و الطباخ التركي و الوصيفة رازقية و بعض الاطفال الايتام الذين كانت الاميرة عابدية تتكفل برعايتهم. و فتح الجنود النار. وأصيب الملك في الرأس والرقبة، بينما أصيب ولي العهد و نفيسة وعابدية في الظهر، والأميرة هيام في الساق أو الفخذ. اتفق المتمردون على وجوب قتل ولي العهد ورئيس الوزراء.